# شاه حسين (شاعر)
شاه حسين (1538 - 1599)، والمعروف أيضًا باسم مادو لال حسين،كان شاعرًا صوفيًا بنجابيًا، يُعتبر رائدًا للشكل الكافي [الإنجليزية]
 في الشعر البنجابي [الإنجليزية]
؛ وأول شاعر كبير في العصر الحديث المبكر في البنجاب، عاش خلال القرن السادس عشر في العصر المغولي المبكر، وفترة الحكم المغولي مع عصر صور، واستعادة سلطنة المغول.

## الاسم
شاه حسين يُعرف أيضًا غالبًا باسم شاه حسين فقير - فقير يعني درويش وشاه يعني ملك. وبسبب شخصيته الصوفية المتواضعة للغاية، أطلق عليه الناس لقب ملك الدراويش، وهو شخص كان ملكًا ودرويشًا في نفس الوقت.

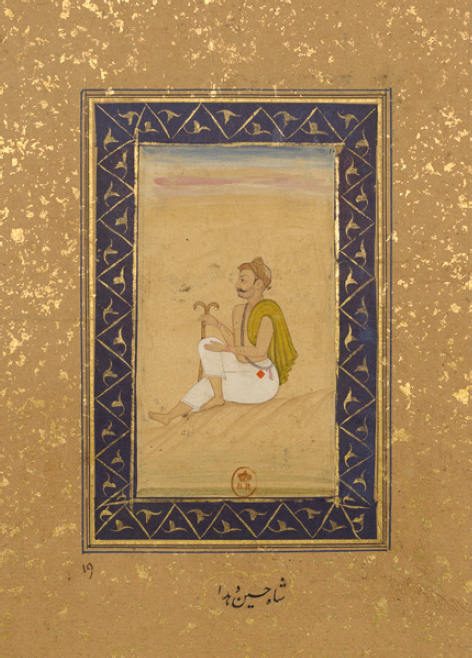
لوحة للولي الصوفي البنجابي شاه حسين قلندر، حوالي 1770

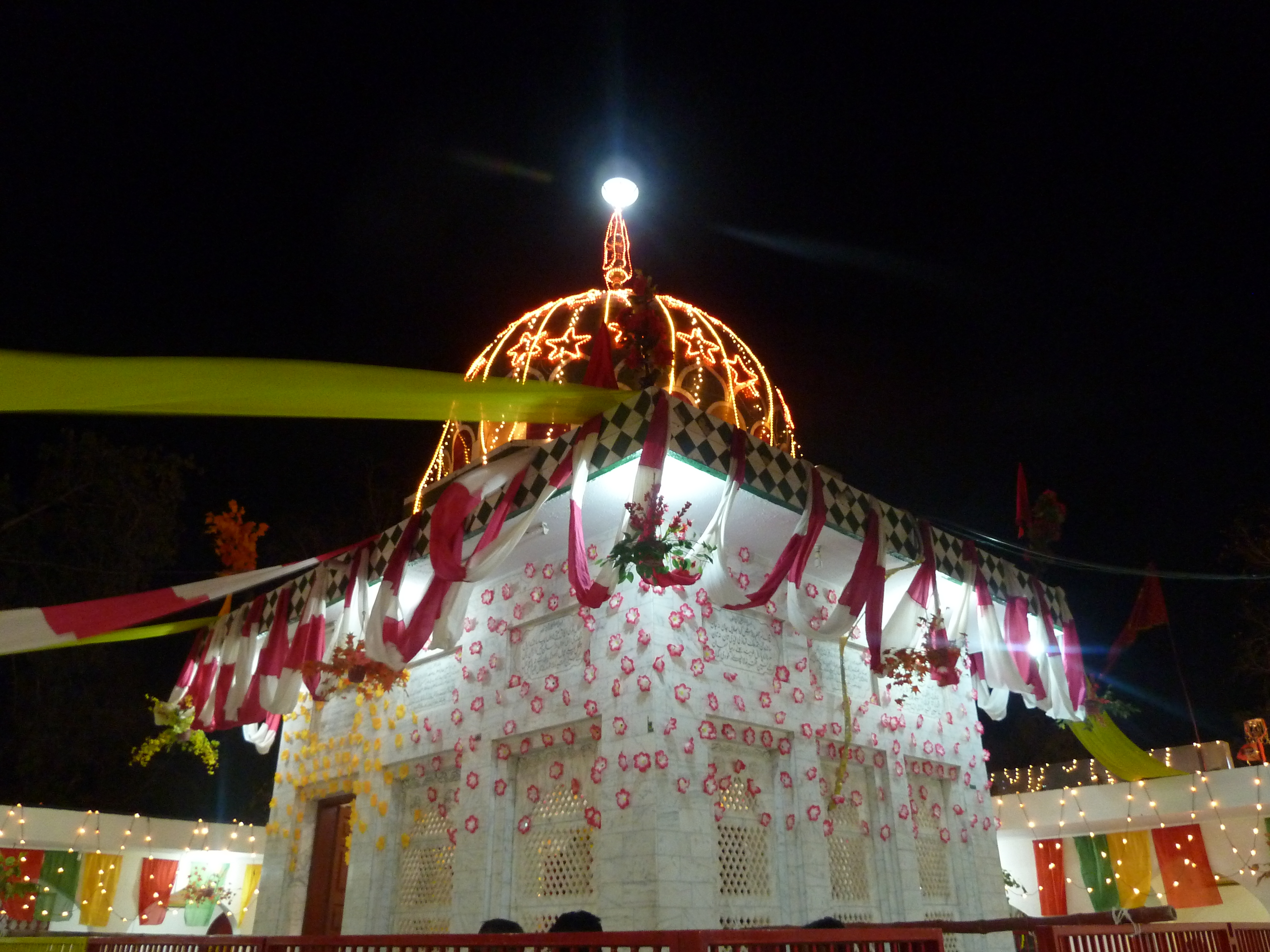
ضريح شاه حسين في لاهور

## روابط خارجية
- الأعمال الكاملة لشاه حسين باللغة البنجابية (الشهموخية)، موقع أكاديمية البنجاب في أمريكا الشمالية (APNA)